# 王宗裔
王宗裔（?—?），五代十国前蜀将领。前蜀高祖王建养子之一。
唐朝末年，王宗裔在王建帐下有功。天复七年（907年）前蜀建立、王建称帝后，王宗裔官至兼中书令。光天元年（918年），王建驾崩，王建幼子后主王衍即位，王宗裔和王宗夔都被封为琅琊郡王。